# Valle del Braulio
La valle del Braulio è una valle secondaria della Valtellina, situata interamente all'interno della Provincia di Sondrio. 

## Orografia
Partendo dalla località di Bormio, arriva fino al Passo dello Stelvio che la mette in comunicazione con la Valle di Trafoi e la Val Venosta in Trentino-Alto Adige. Anche il monte che la sovrasta (2 980 m s.l.m.) e il torrente che la percorre, prendono lo stesso nome. Una sua diramazione porta al Passo Umbrail e nella Val Monastero nel cantone svizzero dei Grigioni.